# فهرست آثار ملی شهرستان مانه و سملقان
شهرستان مانه و سملقان از شهرستان‌های استان خراسان شمالی به مرکزیت شهر آشخانه است.
وجود منابع سرشار طبیعی در شهرستان مانه و سملقان از دیرباز جمعیت‌های انسانی را به خود جذب نموده و باعث پرورش فرهنگ‌های درخشان در منطقه شده‌است. وجود آثار تاریخی از دوره‌های پیش از تاریخ تا دوره معاصر در بخش‌های مختلف این شهرستان گویای استقرار مداوم بشر در این خطه است. بر اساس پژوهش‌های باستان‌شناسی بخش‌هایی از شهرستان مانه و سملقان برای نخستین بار در حدود هشت هزار سال پیش مسکونی شده که آثار آن را می‌توان در تپه قلعه خان در دشت سملقان مشاهده کرد. این شهرستان طی دوره هخامنشی به عنوان بخشی از شهربانی پارت مطرح بوده و طی دوره‌های اشکانی و ساسانی نیز بسیار مورد توجه بوده‌است. پراکندگی محوطه‌های استقراری، قلعه‌های تدافعی، مراکز مذهبی و نیز کشف سکه‌های دورهٔ ساسانی در بخش‌های مختلف شهرستان گواه این مدعی است.

## آثار ثبت‌شده
| ردیف | نام اثر                       | نگاره          | دیرینگی                                   | موقعیت                                                                                     | شمارهٔ ثبت | تاریخ ثبت  | منبع  |
| ---- | ----------------------------- | -------------- | ----------------------------------------- | ------------------------------------------------------------------------------------------ | --------- | ---------- | ----- |
| ۱    | آرامگاه امامزاده بازار قارناس | بارگذاری تصویر | قاجاریه                                   | شهرستان مانه و سملقان، بخش مانه، دهستان اترک، روستای امامزاده بازار قارناس                 | ۱۱۱۲۹     | ۱۳۸۳/۰۶/۱۶ | [ ۲ ] |
| ۲    | بناهای سنگی روستای زرد        |                | ساسانی ـ اسلامی                           | شهرستان مانه و سملقان، بخش سملقان، روستای زرد                                              | ۱۱۶۷۶     | ۱۳۸۳/۱۲/۲۴ |       |
| ۳    | تپه اقدس                      |                | اشکانی ـ ساسانی                           | شهرستان مانه و سملقان، بخش سملقان، دهستان قاضی، دو کیلومتری شمال شرق روستای عزیزآباد       | ۲۰۲۹۷     | ۱۳۸۶/۱۰/۱۰ |       |
| ۴    | تپه قندپری                    |                | مفرغ ـ آهن                                | شهرستان مانه و سملقان، بخش مانه، یک کیلومتری جنوب غربی روستای کیکانلو                      | ۲۳۱۷۲     | ۱۳۸۷/۰۶/۱۸ |       |
| ۵    | تپه قنبرعلی                   |                | تاریخی                                    | شهرستان مانه و سملقان، بخش مانه، دهستان اترک، ۵۰۰ م غرب روستای اینجانلو                    | ۲۳۱۷۳     | ۱۳۸۷/۰۶/۱۸ |       |
| ۶    | گورستان چشمه گاه              |                | هزاره اول ق‌م                              | شهرستان مانه و سملقان، بخش مانه، دهستان اترک، ۵۰۰ م جنوب روستای چشمه گاه                   | ۲۳۱۷۶     | ۱۳۸۷/۰۶/۱۸ |       |
| ۷    | گورستان قواخ                  |                | اواسط هزاره دو ق‌م                         | شهرستان مانه و سملقان، بخش مانه، دهستان اترک، دو کیلومتری شمال غرب روستای کوشکی کیکانلو    | ۲۳۱۷۷     | ۱۳۸۷/۰۶/۱۸ |       |
| ۸    | محوطه شورک                    |                | اواخر اشکانی ـ ساسانی                     | شهرستان مانه و سملقان، بخش مانه، دهستان اترک، روستای قلعه خان                              | ۲۳۱۷۹     | ۱۳۸۷/۰۶/۱۸ |       |
| ۹    | گورستان قره لوکه              |                | آهن                                       | شهرستان مانه و سملقان، بخش مانه، دهستان اترک، یک کیلومتری غرب روستای محمدآباد              | ۲۳۱۸۰     | ۱۳۸۷/۰۶/۱۸ |       |
| ۱۰   | تپه خم                        |                | آهن                                       | شهرستتان مانه و سملقان، بخش سملقان، دهستان آلمه، روستای درکش                               | ۲۳۱۸۳     | ۱۳۸۷/۰۶/۱۸ |       |
| ۱۱   | محوطه آق تپه ۲                |                | تاریخی                                    | شهرستان مانه و سملقان، بخش مانه، دو کیلومتری جنوب شهر پیش قلعه                             | ۲۳۱۸۴     | ۱۳۸۷/۰۶/۱۸ |       |
| ۱۲   | تپه باغ نجف خان ۱             |                | تاریخی                                    | شهرستان مانه و سملقان، بخش سملقان، دهستان آلمه، ۳۰۰ م جنوب غربی روستای درکش                | ۲۳۱۹۴     | ۱۳۸۷/۰۶/۱۸ |       |
| ۱۳   | تپه ملکان ۲                   |                | هزاره یک ق‌م                               | شهرستان مانه و سملقان، بخش سملقان، دهستان قاضی، جنوب غربی روستای شهر آباد کرد              | ۲۳۱۹۵     | ۱۳۸۷/۰۶/۱۸ |       |
| ۱۴   | تپه باغ جعفرخان               |                | تاریخی                                    | شهرستان مانه و سملقان، بخش سملقان، دهستان آلمه، ۲۰۰ م جنوب غرب روستای درکش                 | ۲۳۱۹۶     | ۱۳۸۷/۰۶/۱۸ |       |
| ۱۵   | تپه حاج یزدان ۲               |                | تاریخی                                    | شهرستان مانه و سملقان، بخش سملقان، دهستان آلمه، روستای زمان صوفی                           | ۲۳۱۹۷     | ۱۳۸۷/۰۶/۱۸ |       |
| ۱۶   | تپه حاج یزدان۱                |                | هزاره یک ق‌م                               | شهرستان مانه و سملقان، بخش سملقان، دهستان آلمه، روستای زمان صوفی                           | ۲۳۱۹۸     | ۱۳۸۷/۰۶/۱۸ |       |
| ۱۷   | تپه چشمه علی‌اصغر              |                | ساسانی                                    | شهرستان مانه و سملقان، بخش سملقان، دهستان آلمه، دو کیلومتری جنوب روستای اسپاخو             | ۲۳۱۹۹     | ۱۳۸۷/۰۶/۱۸ |       |
| ۱۸   | تپه آغمزار                    |                | آهن ـ اشکانی                              | شهرستان مانه و سملقان، بخش مانه، دهستان اترک، دو کیلومتری شرق روستای آغ مزار               | ۲۳۲۵۴     | ۱۳۸۷/۰۶/۱۸ |       |
| ۱۹   | تپه بین کمر ۳                 |                | هزاره یک ق‌م                               | شهرستان مانه و سملقان، بخش مانه، دهستان اترک، دو کیلومتری جنوب غرب روستای محمدآباد         | ۲۳۲۵۶     | ۱۳۸۷/۰۶/۱۸ |       |
| ۲۰   | تپه بین کمر ۲                 |                | هزاره یک ق‌م                               | شهرستان مانه و سملقان، بخش مانه، دهستان اترک، دو کیلومتری جنوب غرب روستای محمدآباد         | ۲۳۲۵۹     | ۱۳۸۷/۰۶/۱۸ |       |
| ۲۱   | تپه اسفیدان                   |                | تاریخی                                    | شهرستان مانه و سملقان، بخش مانه، دهستان اترک، ۵۰ م شمال روستای اسفیدان                     | ۲۳۲۶۰     | ۱۳۸۷/۰۶/۱۸ |       |
| ۲۲   | تپه گبران۱                    |                | هزاره یک ق‌م                               | شهرستان مانه و سملقان، بخش مانه، دهستان اترک، ۸۰۰ م غرب روستای اینجانلو                    | ۲۳۲۶۱     | ۱۳۸۷/۰۶/۱۸ |       |
| ۲۳   | تپه باغ نجف خان ۲             |                | آهن                                       | شهرستان مانه و سملقان، دهستان آلمه، ۳۰۰ م جنوب غربی روستای درکش                            | ۲۳۲۶۳     | ۱۳۸۷/۰۶/۱۸ |       |
| ۲۴   | تپه ملکان ۱                   |                | آهن                                       | شهرستان مانه و سملقان، بخش سملقان، دهستان قاضی، روستای شهرآباد کرد                         | ۲۳۲۶۴     | ۱۳۸۷/۰۶/۱۸ |       |
| ۲۵   | محوطه گورکن                   |                | آهن                                       | شهرستان مانه و سملقان، بخش مانه، دهستان اترک، ۱/۵ کیلومتری شرق روستای اسفیدان              | ۲۳۲۶۹     | ۱۳۸۷/۰۶/۱۸ |       |
| ۲۶   | تپه گلور ۱                    |                | مفرغ ـ تاریخی                             | شهرستان مانه و سملقان، بخش مرکزی، دهستان حومه، ۱/۵ کیلومتری شمال شرقی روستای بیار          | ۲۳۲۷۶     | ۱۳۸۷/۰۶/۱۸ |       |
| ۲۷   | تپه مامه                      |                | آهن ـ تاریخی                              | شهرستان مانه و سملقان، بخش مرکز ی، یک کیلومتری شمال شهر آشخانه                             | ۲۳۲۷۸     | ۱۳۸۷/۰۶/۱۸ |       |
| ۲۸   | تپه زیارتی ۱                  |                | قرون میانه اسلامی                         | شهرستان مانه و سملقان، بخش مانه، دهستان اترک، ۱/۵ کیلومتری غرب روستای اینجانلو             | ۲۳۲۷۹     | ۱۳۸۷/۰۶/۱۸ |       |
| ۲۹   | تپه بین کمر۱                  |                | هزاره اول ق‌م                              | شهرستان مانه و سملقان، بخش مانه، دهستان اترک، دو کیلومتری جنوب غرب روستای محمدآباد         | ۲۳۲۸۰     | ۱۳۸۷/۰۶/۱۸ |       |
| ۳۰   | تپه قواخ                      |                | هزاره یک ق‌م ـ تاریخی                      | شهرستان مانه و سملقان، بخش سملقان، دهستان آلمه، روستای زمان صوفی                           | ۲۳۲۸۱     | ۱۳۸۷/۰۶/۱۸ |       |
| ۳۱   | تپه قلندر                     |                | قرون میانه و متاخر اسلامی                 | شهرستان مانه و سملقان، بخش مانه، دهستان اترک، ۵۰ م شرق روستای قلندر                        | ۲۳۲۹۳     | ۱۳۸۷/۰۶/۱۸ |       |
| ۳۲   | تپه سفید                      |                | اواخر مفرغ تا اشکانی                      | شهرستان مانه و سملقان، بخش سملقان، دهستان قاضی، روستای قلعه خان                            | ۲۳۲۹۴     | ۱۳۸۷/۰۶/۱۸ |       |
| ۳۳   | تپه زری                       |                | قرون میانه اسلامی                         | شهرستان مانه و سملقان، بخش سملقان، دهستان قاضی، روستای شهرآباد کرد                         | ۲۳۲۹۵     | ۱۳۸۷/۰۶/۱۸ |       |
| ۳۴   | تپه بلند برج                  |                | تاریخی                                    | شهرستان مانه و سملقان، بخش مانه، دهستان اترک، یک کیلومتری شمال غرب روستای برج              | ۲۳۲۹۶     | ۱۳۸۷/۰۶/۱۸ |       |
| ۳۵   | تپه کلاته سیدها               |                | تاریخی                                    | شهرستان مانه و سملقان، بخش سملقان، دهستان آلمه، روستای زمان صوفی                           | ۲۳۲۹۷     | ۱۳۸۷/۰۶/۱۸ |       |
| ۳۶   | تپه گبران ۳                   |                | هزاره اول ق‌م                              | شهرستان مانه و سملقان، بخش مانه، دهستان اترک، یک کیلومتری غرب روستای اینجانلو              | ۲۳۳۰۱     | ۱۳۸۷/۰۶/۱۸ |       |
| ۳۷   | تپه میل                       |                | تاریخی                                    | شهرستان مانه و سملقان، بخش مانه، دهستان اترک، یک کیلومتری شمال روستای کیکانلو              | ۲۳۳۰۲     | ۱۳۸۷/۰۶/۱۸ |       |
| ۳۸   | تیش تپه                       |                | پیش از تاریخ ـ تاریخی ـ قرون اولیه اسلامی | شهرستان مانه و سملقان، بخش مانه، دهستان اترک، روستای بازار قارناس                          | ۲۳۳۰۳     | ۱۳۸۷/۰۶/۱۸ |       |
| ۳۹   | تپه زیارتی ۲                  |                | قرون اولیه اسلامی                         | شهرستان مانه و سملقان، بخش مانه، دهستان اترک، ۱/۵ کیلومتری غرب روستای اینجانلو             | ۲۳۳۰۴     | ۱۳۸۷/۰۶/۱۸ |       |
| ۴۰   | تپه حصه گاه                   |                | تاریخی                                    | شهرستان مانه و سملقان، بخش مانه، دهستان اترک، روستای حصه گاه                               | ۲۳۷۴۷     | ۱۳۸۷/۰۸/۲۵ |       |
| ۴۱   | تپه قاضی                      |                | قرون اولیه و میانه اسلامی                 | شهرستان مانه و سملقان، بخش مانه، دهستان قاضی، روستای قاضی                                  | ۲۳۷۴۸     | ۱۳۸۷/۰۸/۲۵ |       |
| ۴۲   | تپه کیکانلو                   |                | آهن                                       | شهرستان مانه و سملقان، بخش مانه، دهستان اترک، ۱۰۰ م شمال روستای کیکانلو                    | ۲۳۷۶۵     | ۱۳۸۷/۰۸/۲۵ |       |
| ۴۳   | تپه قره آقاچ                  |                | تاریخی                                    | شهرستان مانه و سملقان، بخش مانه، دهستان اترک، دو کیلومتری شمال غرب روستای کوشکی کیکانلو    | ۲۳۷۶۶     | ۱۳۸۷/۰۸/۲۵ |       |
| ۴۴   | تپه بلند کوشکی کیکانلو        |                | تاریخی                                    | شهرستان مانه و سملقان، بخش مانه، دهستان اترک، ۲۰۰ م شمال روستای کوشکی کیکانلو              | ۲۳۷۶۷     | ۱۳۸۷/۰۸/۲۵ |       |
| ۴۵   | محوطه کهنه گورستان اسفیدان    |                | قرون میانه اسلامی                         | شهرستان مانه و سملقان، بخش مانه، دهستان اترک، شهر پیش قلعه، دو کیلومتری شرق روستای اسفیدان | ۲۳۷۶۸     | ۱۳۸۷/۰۸/۲۵ |       |
| ۴۶   | ترکی تپه                      |                | مفرغ ـ آهن                                | شهرستان مانه و سملقان، بخش مانه، دهستان اترک، دو کیلومتری شمال غرب روستای کیکانلو          | ۲۳۷۶۹     | ۱۳۸۷/۰۸/۲۵ |       |
| ۴۷   | تپه گبران ۲                   |                | هزاره یک ق‌م                               | شهرستان مانه و سملقان، بخش مانه، دهستان اترک، یک کیلومتری غرب روستای اینجانلو              | ۲۴۲۲۷     | ۱۳۸۷/۱۰/۱۵ |       |
| ۴۸   | محوطه گورستان کهنه قلعه       |                | مفرغ ـ آهن                                | شهرستان مانه و سملقان، بخش مانه، دهستان اترک، یک کیلومتری جنوب غربی روستای کیکانلو         | ۲۴۲۲۸     | ۱۳۸۷/۱۰/۱۵ |       |
| ۴۹   | محوطه کافری ۲                 |                | قرون میانه اسلامی                         | شهرستان مانه و سملقان، بخش سملقان، دهستان قاضی، روستای عزیزآباد                            | ۲۴۲۲۹     | ۱۳۸۷/۱۰/۱۵ |       |
| ۵۰   | محوطه امامزاده لنگر           |                | قرون متاخر اسلامی                         | شهرستان مانه و سملقان، بخش سملقان، دهستان قاضی، روستای لنگر                                | ۲۴۲۳۰     | ۱۳۸۷/۱۰/۱۵ |       |
| ۵۱   | محوطه کافری ۳                 |                | قرون میانه اسلامی                         | شهرستان مانه و سملقان، بخش سملقان، دهستان قاضی، روستای عزیزآباد                            | ۲۴۲۳۱     | ۱۳۸۷/۱۰/۱۵ |       |
| ۵۲   | محوطه کافری ۱                 |                | قرون میانه اسلامی                         | شهرستان مانه و سملقان، بخش سملقان، دهستان قاضی، روستای عزیزآباد                            | ۲۴۲۳۲     | ۱۳۸۷/۱۰/۱۵ |       |
| ۵۳   | یخچال چشمه گاه                |                | قرون متاخر اسلامی                         | شهرستان مانه و سملقان، بخش مانه، دهستان اترک، روستای چشمه گاه                              | ۲۴۶۵۴     | ۱۳۸۷/۱۱/۲۷ |       |